# Inga macrophylla
Inga macrophylla är en ärtväxtart som beskrevs av Carl Ludwig von Willdenow. Inga macrophylla ingår i släktet Inga och familjen ärtväxter. IUCN kategoriserar arten globalt som livskraftig.

## Underarter
Arten delas in i följande underarter:
- I. m. macrophylla
- I. m. stenoptera